# Westraltrachia turbinata
Westraltrachia turbinata é uma espécie de gastrópode  da família Camaenidae.
É endémica da Austrália.